# Sette-Cama flygplats
Sette-Cama flygplats var en flygplats vid orten Sette-Cama i Gabon, som stängdes 2016. Den låg i provinsen Ogooué-Maritime, i den sydvästra delen av landet, 300 km söder om huvudstaden Libreville. Sette-Cama flygplats låg 3 meter över havet. IATA-koden var ZKM och ICAO-koden FOOS.